# Distrikt Arancay

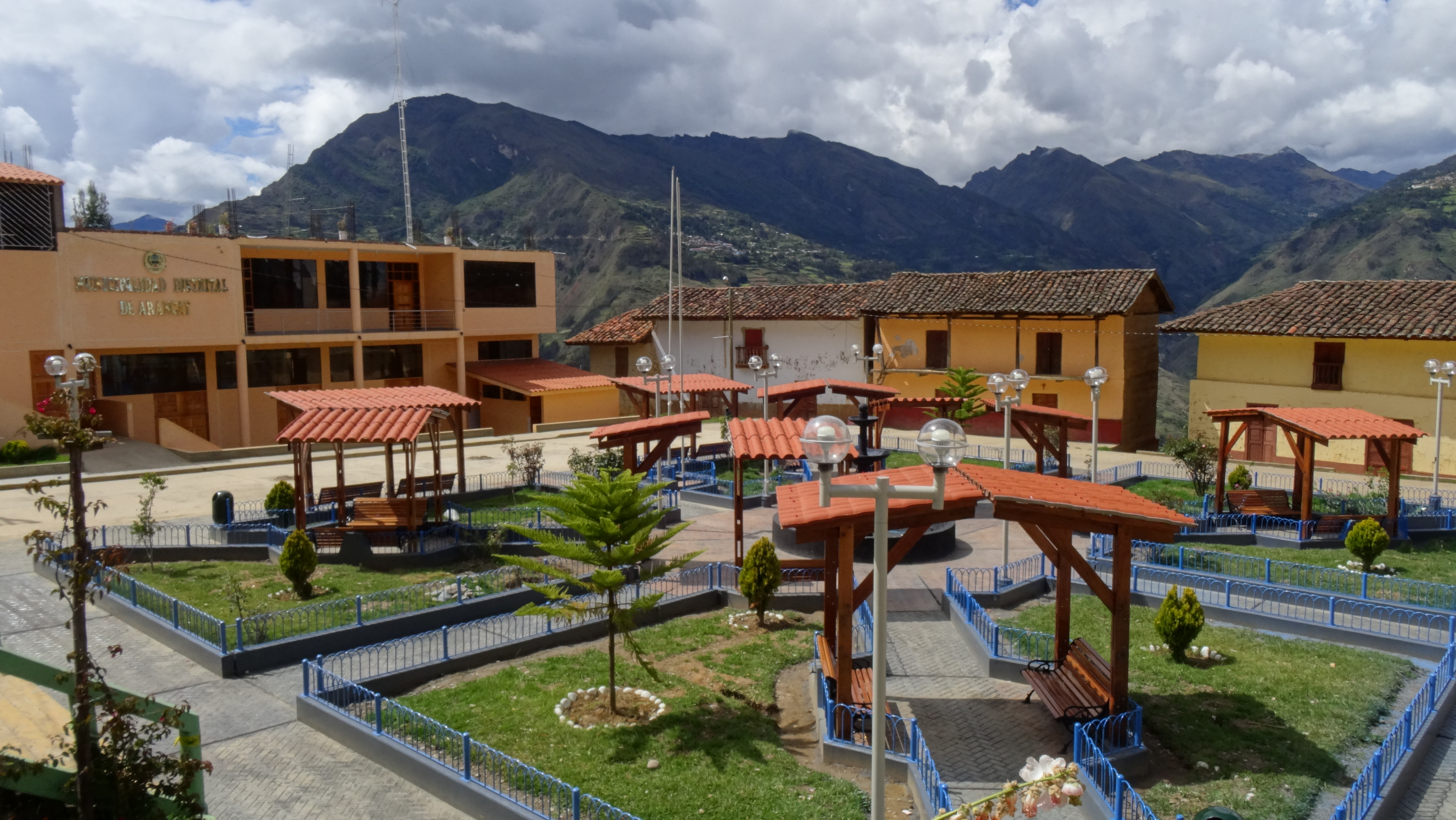
Plaza de Armas in Arancay

Der Distrikt Arancay liegt in der Provinz Huamalíes in der Region Huánuco in Westzentral-Peru. Er wurde am 2. Januar 1857 gegründet. Der Distrikt erstreckt sich über eine Fläche von 117 km². Im Distrikt wurden beim Zensus 2017 1407 Einwohner gezählt. Im Jahr 1993 lag die Einwohnerzahl bei 2282, im Jahr 2007 bei 1767. Sitz der Distriktverwaltung ist die 3050 m hoch gelegene Ortschaft Arancay mit 373 Einwohnern (Stand 2017). Arancay befindet sich 43 km nordnordöstlich der Provinzhauptstadt Llata.

## Geographische Lage
Der Distrikt Arancay liegt im Norden der Provinz Huamalíes. Er liegt am Nordostufer des Río Marañón an der Westflanke der peruanischen Zentralkordillere.
Der Distrikt Arancay grenzt im Südwesten an die Distrikte Rapayán und Huacchis (beide in der Provinz Huari), im Westen und im Norden an den Distrikt Cochabamba (Provinz Huacaybamba) sowie im Südosten an den Distrikt Jircan.

## Ortschaften
Im Distrikt gibt es neben dem Hauptort folgende größere Ortschaften:
- Huayllacancha
- San Francisco de Catas (241 Einwohner)